# Vila Nova de Tazem
Vila Nova de Tazem é uma vila portuguesa, sede da Freguesia de Vila Nova de Tazem, do Município de Gouveia, freguesia com 15,77 km² de área e 1469 habitantes (censo de 2021), tendo, assim, uma densidade populacional de 93,2 hab./km².
Designou-se, até ao início do século XIX, Vila Nova do Casal.
Em 1834, com a reforma administrativa, Vila Nova deixou de fazer parte do Casal, passando a integrar o concelho de Gouveia (Decreto de 6 de novembro de 1836), designando-se, a partir daí, Vila Nova de Tazem.
Outras denominações: Vila Nova, Vila Nova de Riba Mondego e Vila Nova de Folgosinho.
Em 18 de dezembro de 1987 foi elevada à categoria de vila.

## Demografia
A população registada nos censos foi:
| Distribuição da População por Grupos Etários | Distribuição da População por Grupos Etários | Distribuição da População por Grupos Etários | Distribuição da População por Grupos Etários | Distribuição da População por Grupos Etários |
| -------------------------------------------- | -------------------------------------------- | -------------------------------------------- | -------------------------------------------- | -------------------------------------------- |
| Ano                                          | 0-14 Anos                                    | 15-24 Anos                                   | 25-64 Anos                                   | > 65 Anos                                    |
| 2001                                         | 341                                          | 274                                          | 953                                          | 443                                          |
| 2011                                         | 211                                          | 199                                          | 836                                          | 462                                          |
| 2021                                         | 154                                          | 135                                          | 705                                          | 475                                          |

## História
Teve foral de D. Manuel (1514) e aparece integrada no extinto concelho de Casal. Vila Nova de Tazem foi devastada pelas tropas francesas comandadas por Massena, em 1811.
Há notícia de um luthier de Vila Nova de Tazem, José Abrantes, ter recebido uma medalha de bronze pela sua guitarra portuguesa exposta na Exposição Universal de Paris (1900).

## Património
- Igreja Matriz de Vila Nova de Tazem
- Capela de São Miguel
- Cruzeiro de Vila Nova de Tazem
- Antiga Escola e Cantina
- Capela de Santo António
- Capela de São Bartolomeu
- Palacete do Dr. Pires do Valle (no lugar de Vila Nova de Tazem)
- Igreja de São Sebastião (em Tazem)
- Alminhas (existem 26 na freguesia)

### Sítios arqueológicos
- Necrópole de São João
- Quinta do Pé do Coelho
- Lagar da Quinta do Dr. Mário

## Associativismo
Em julho de 1931, José Domingos Martins, José Borges da Costa e o Padre João Homem de Figueiredo decidiram fundar o escutismo católico na vila, e que deu origem à Alcateia 39, e que durou apenas dois anos.